# 401
Évszázadok: 4. század – 5. század – 6. század
Évtizedek: 350-es évek – 360-as évek – 370-es évek – 380-as évek – 390-es évek – 400-as évek – 410-es évek – 420-as évek – 430-as évek – 440-es évek – 450-es évek
Évek: 396 – 397 – 398 – 399 –  400 – 401 – 402 – 403 – 404 – 405 – 406

## Események

### Nyugat- és Keletrómai Birodalom
- Flavius Vincentiust (nyugaton) és Flavius Fravittát (keleten) választják consulnak.
- Arcadius keleti császár gazdag ajándékokat küld Uldin hun királynak, cserébe a lázadó Gainas fejéért és szövetséget köt a hunokkal.
- A vandálok és az alánok Noricumban és Raetiában fosztogatnak. Stilicho nyugatrómai hadvezér ellenük vonul, mire a Balkánon ideiglenesen letelepedett vizigótok Alarik vezetésével betörnek Itáliába és ostrom alá veszik Honorius császárt Mediolanumban (Milánó).
- Meghal I. Anastasius pápa. Utóda I. Innocentius.

### Kína
- A Kései Jen állam császára, Murong Seng ellen hadvezérei összeesküvést szerveznek, de tervük kiderül és a császár 500 embert kivégeztet. Néhány nappal később a hadvezérek megrohanják a palotát és a harc közben Murong Seng halálos sebet kap. Utóda nagybátyja, Murong Hszi, aki viszonyt folytatott Murong Seng anyjával.
- A Kései Liang állam császárát, Lü Cuant egy lakoma során meggyilkolja unokatestvére, Lü Csao; a trónt ennek bátyja, Lü Lung foglalja el.

## Születések
- április 10. – II. Theodosius, keletrómai császár
- I. León, keletrómai császár († 474)
- Ankó, japán császár

## Halálozások
- december 19. – I. Anastasius pápa
- Murong Seng, Kései Jen császára
- Lü Cuan, Kései Liang császára

## Fordítás
- Ez a szócikk részben vagy egészben  a(z)   401 című angol Wikipédia-szócikk ezen változatának fordításán alapul.  Az eredeti cikk szerkesztőit annak laptörténete sorolja fel. Ez a jelzés csupán a megfogalmazás eredetét és a szerzői jogokat jelzi, nem szolgál a cikkben szereplő információk forrásmegjelöléseként.